# Bundesstraße 32
Die Bundesstraße 32 (Abkürzung: B 32) beginnt bei Lindenberg im Allgäu im bayerischen Landkreis Lindau an der B 308, verläuft dann aber vor allem in Baden-Württemberg in den Landkreisen Ravensburg, Sigmaringen und Zollernalb über Wangen im Allgäu, Ravensburg, Altshausen, Bad Saulgau, Herbertingen, Scheer, Sigmaringen und Gammertingen nach Hechingen.
Ein Weiterbau über Rangendingen nach Horb am Neckar im Landkreis Freudenstadt war noch im Bedarfsplan 1972 enthalten, wurde allerdings verworfen. Lediglich das kurze Teilstück von der Anschlussstelle der A 81 bis nach Horb wurde gebaut.

## Frühere Strecken und Bezeichnungen
| Land         | Staatsstraße | Länge   | Verlauf                                                          |
| ------------ | ------------ | ------- | ---------------------------------------------------------------- |
| Hohenzollern | k. A.        | ?       | Hechingen – Gammertingen – Sigmaringen – Landesgrenze (– Mengen) |
| Württemberg  | Nr. 75       | 03,6 km | (Sigmaringen –) Landesgrenze – Mengen                            |
| Württemberg  | Nr. 76       | 08,0 km | (Meßkirch –) Mengen – Herbertingen (– Riedlingen)                |
| Württemberg  | Nr. 68       | 31,9 km | Herbertingen – Weingarten                                        |
| Württemberg  | Nr. 60       | 40,6 km | Ravensburg – Wangen – Oberstaufen                                |

Die B 32 folgt zwischen Hechingen und Weingarten der Trasse der 1932 eingeführten Fernverkehrsstraße 32 (FVS 32), die 1934 in Reichsstraße 32 (R 32) umbenannt wurde.

## Planungen
Zu folgenden Ortsumfahrungen gibt es Planungen:
- Ortsumfahrung Boms[1]
- Ortsumfahrung Staig[2]
- Ortsumfahrung Blitzenreute[3]
- Ortsumfahrung Ravensburg mit dem Molldiete-Tunnel[4]
- Ortsumfahrung Opfenbach[5]
- Ortsumfahrung Auers/Riedhirsch[6]